# Peter Swan (judoka)
Peter Swan (ur. 19 marca 1967) – australijski judoka.
Srebrny medalista mistrzostw Oceanii w 1996 i brązowy w 1994. Wicemistrz Australii w 1996 roku.